# Virginia Van Upp
Virginia Van Upp (* 13. Januar 1902 in Chicago, Illinois; † 25. März 1970 in Los Angeles, Kalifornien) war eine US-amerikanische Drehbuchautorin und Filmproduzentin.

## Leben
Van Upp wurde 1902 als Tochter von Helen und Harry Van Upp in Chicago geboren. Ihre Mutter arbeitete als Filmeditorin und Titelschreiberin für den Stummfilmregisseur Thomas Harper Ince, wodurch Virginia Van Upp bereits als Kind in Stummfilmen auftrat. Als junge Frau arbeitete sie zunächst als Castingleiterin, Cutterin, Drehbuchassistentin und Schauspielagentin, ehe sie ab 1934 als Drehbuchautorin bei Paramount Pictures unter Vertrag stand, wo sie häufig mit dem Regisseur Edward H. Griffith zusammenarbeitete. 1944 machte sie der Columbia-Chef Harry Cohn zu einer ausführenden Produzentin seines Studios. Van Upp war neben Harriet Parsons und Joan Harrison lange Zeit eine der wenigen Frauen, die in dieser Position bei einem großen Hollywood-Studio beschäftigt waren.
1952 wurde sie von der Writers Guild of America in der Kategorie Bestes Drehbuch in einem Filmmusical zusammen mit Liam O’Brien und Myles Connolly für Frank Capras Hochzeitsparade nominiert. Van Upp ist jedoch vor allem für ihre Zusammenarbeit mit Columbias größtem Star Rita Hayworth bekannt, deren Image sie mit Filmen wie Es tanzt die Göttin (1944) und Gilda (1946) maßgeblich definierte. Beide Filme waren enorm erfolgreich an den Kinokassen und machten Hayworth zur Leinwandkönigin der 1940er Jahre, weshalb Van Upp später von Harry Cohn beauftragt wurde, Hayworths Comeback nach einer vierjährigen Filmpause mit Affäre in Trinidad (1952) zu produzieren. 1953 zog sich Van Upp aus gesundheitlichen Gründen aus dem Filmgeschäft zurück. 
Van Upp war in zweiter Ehe mit dem ehemaligen Paramount-Aufnahmeleiter Ralph W. Nelson verheiratet. Die Scheidung erfolgte 1949. Van Upp, die Mutter einer Tochter und einer Stieftochter war, starb 1970 an den Folgen eines Unfalls.

## Filmografie
Drehbuch
- 1934: Jagd nach dem Glück (The Pursuit of Happiness) – Regie: Alexander Hall
- 1936: Timothy’s Quest – Regie: Charles Barton
- 1936: Too Many Parents – Regie: Robert F. McGowan
- 1936: Poppy – Regie: A. Edward Sutherland
- 1936: My American Wife – Regie: Harold Young
- 1936: Easy to Take – Regie: Glenn Tryon
- 1937: Swing High, Swing Low – Regie: Mitchell Leisen
- 1938: Du und ich (You and Me) – Regie: Fritz Lang
- 1939: St. Louis Blues – Regie: Raoul Walsh
- 1939: Café Society – Regie: Edward H. Griffith
- 1939: Honeymoon in Bali – Regie: Edward H. Griffith
- 1941: Virginia – Regie: Edward H. Griffith
- 1941: Komm, bleib bei mir (Come Live with Me) – Regie: Clarence Brown
- 1941: One Night in Lisbon – Regie: Edward H. Griffith
- 1941: Bahama Passage – Regie: Edward H. Griffith
- 1943: The Crystal Ball – Regie: Elliott Nugent
- 1943: Young and Willing – Regie: Edward H. Griffith
- 1944: Es tanzt die Göttin (Cover Girl) – Regie: Charles Vidor
- 1944: The Impatient Years – Regie: Irving Cummings
- 1944: Modell wider Willen (Together Again) – Regie: Charles Vidor
- 1945: She Wouldn’t Say Yes – Regie: Alexander Hall
- 1946: Gilda – Regie: Charles Vidor
- 1951: Hochzeitsparade (Here Comes the Groom) – Regie: Frank Capra
- 1952: Affäre in Trinidad (Affair in Trinidad) – Regie: Vincent Sherman

Produktion
- 1944: The Impatient Years – Regie: Irving Cummings
- 1944: Modell wider Willen (Together Again) – Regie: Charles Vidor
- 1945: She Wouldn’t Say Yes – Regie: Alexander Hall
- 1946: Gilda – Regie: Charles Vidor
- 1952: Affäre in Trinidad (Affair in Trinidad) – Regie: Vincent Sherman